# 杨斯德
杨斯德（1921年11月7日—2018年9月7日），山东省滕州市南沙河镇杨行村人，中国人民解放军少将。

## 生平

### 参加革命
杨斯德出生在今滕州南沙河镇杨家行村一个农民家庭。父母都是目不识丁的农民，省吃俭用供杨斯德读书。幼年时，杨斯德就目睹了地主和官府欺压和盘剥百姓。从私塾到师范学校，杨斯德一边读书，一边接受新思想。
1937年七七事变后，杨斯德在学校报名参加了中华民族解放先锋队。决定弃学参加抗日救亡运动。1938年3月，杨斯德参加八路军鲁南人民抗日义勇队，同年9月加入中国共产党。在八路军鲁南人民抗日义勇队期间曾一度负责与铁道游击队的联络。不久，被中共党组织选拔参加山东纵队政治部开办的敌工干部训练班。1939年春，杨斯德回部队任苏鲁支队政治部敌工股股长兼特务大队政委。此后历任八路军一一五师教导二旅政治部敌工干事，滨海军区一分区政治部敌工股股长兼胶高办事处副主任。
第二次国共内战时期，历任胶东军区政治部联络科科长，胶东军区政治部联络部副部长，前方政治部联络部部长，华东野战军十三纵队政治部联络部副部长、民联部部长，第三野战军三十四军一〇二师副政委兼政治部主任。

### 莱芜战役
1946年冬，蒋介石调集三十多万部队组织“鲁南会战”，计划南北对进夹击华东野战军。会战由李仙洲指挥，参谋总长陈诚坐阵徐州督战。华东野战军司令员陈毅决定采取“声南击北”的方针，在南面阻击敌人，同时隐蔽运动至北线莱芜地区，利用内线工作促国军第四十六军策应，一举消灭李仙洲部。国军第四十六军军长韩练成在抗日战争时期就与中共建立了联系，陈毅司令员决定派杨斯德秘密打入国军第四十六军，经杨斯德建议，胶东军区政治部联络科副科长解魁与他同往。杨斯德化名“李一明”，对外称是复旦大学毕业生，解魁化名“刘质彬”。在国军第四十六军，起初杨斯德、解魁的名义是军部高级情报员，不久杨斯德被韩练成任命为“军长秘书”。
1947年2月20日，莱芜战役打响。2月21日，王耀武飞至战场上空直接指挥，命韩练成率部在黄昏前靠近莱芜城，同李仙洲总部、七十三军、十二军合为一股。此时韩练成对掌握自己的部队并率其投向华东野战军没有把握。2月22日拂晓，杨斯德劝说韩练成脱离部队，这样可造成国军失去指挥，以利华东野战军消灭之。当晚，李仙洲召集韩浚、韩练成等将领开会，研究决定翌日拂晓突围。2月23日拂晓，华东野战军开始行动。趁四十六军部队在东关集合之际，杨斯德、解魁借口“军长到后边看看部队”，把韩练成带进莱芜城保护起来。国军自此无法找到韩练成。直到七十三军军长韩浚来催赶紧行动，李仙洲才发出突围命令。此时已是上午8时，突围行动因此延误了一个多小时。因军长韩练成脱离部队，四十六军刚突围便陷入混乱，还将七十三军的战斗队形搞乱了。华东野战军随即切断国军后路，自东西两面猛攻。炮火最猛时，杨斯德将韩练成藏在莱芜城墙的一个墙洞里，直到陈毅、粟裕派来的侦察营营长章宏将他们送往华东野战军后方。莱芜战役中，华东野战军歼灭国军一个指挥部、两个军、七个师共五万余人。这是自全面内战爆发以来，共军歼敌建制最大、兵力最多的战役。2月24日，中共中央、毛泽东主席专门致电陈毅、粟裕、谭震林、刘伯承、邓小平、饶漱石：“李仙洲五万人被歼，极力欣慰。全体将士应予嘉奖。”莱芜战役胜利后第五天，陈毅司令员在蒙阴城会见了韩练成，杨斯德在座。韩练成表示想回南京，在国军内部为中共工作，陈毅经过考虑后同意。杨斯德帮韩练成构思了一个“鲁中战场脱险记”的故事，然后又按陈毅指示，选派华东野战军敌工人员张保祥以韩练成世侄“王忠杰”的身份陪同回南京。韩练成一到南京，便上报了自己的所谓“鲁中战场脱险记”，随即获得蒋介石召见安慰，嘉誉为“独胆英雄”。一个月后，蒋介石任命韩练成为高级侍从参谋。1948年11月初，韩练成脱离国军，只身赴香港，经中共华南党组织安排，秘密转赴解放区。

### 贾汪起义
1948年秋，中国人民解放军在粉碎了国军的全面进攻和重点进攻之后，在全中国各战场上转入全面反攻。这时粟裕提出了淮海战役的设想，获得毛泽东批准，毛泽东亲自制定的作战方针要求：“战役第一阶段的重心，是集中兵力歼灭黄伯韬兵团，完成中间突破。”此时杨斯德已任华东野战军十三纵队政治部联络部长兼民运部长。1948年9月，华东军区政治部主任舒同命杨斯德以陈毅司令员代表的身份，去和国军第三绥靖区副司令长官何基沣、张克侠联系，争取策动该部一部或大部在淮海战役开始时起义。舒同强调，陈毅司令员要求力争第三绥靖区司令长官冯治安能和部队一道起义，以便扩大政治影响。
杨斯德即到曲阜的华东野战军前线指挥部。在曲阜，陈士榘参谋长又向他介绍了情况。随后，杨斯德经兖州、济南抵达在滕县活动的鲁中南军区前线办事处，由办事处敌工科副科长孙秉超陪同，经第三绥靖区七十七军三十七师一一一团（团长张兆芙）的防地，秘密进入徐州贾汪地区。杨斯德化名“陈惠国”，名义为该部少将高参，孙秉超化名“李梦云”，充任杨斯德的秘书。杨斯德先在贾汪会见了何基沣（第三绥靖区副司令长官兼前方指挥所主任），后到徐州见了张克侠。杨斯德在贾汪半个月内，摸清了第三绥靖区主要军官的态度，并开展了初步的宣传、组织工作。
1948年10月下旬，华东共军各部向南移动，徐州外围形势日紧。第三绥靖区内中下层军官日益强烈地要求另谋出路。何基沣、张克侠也想赶快行动。五十九军军长刘振三劝绥靖区司令长官冯治安将部队拉走，被冯治安拒绝后，愤而离开部队去上海。冯治安及七十七军军长王长海等人仍想把部队稳定住。这时，陈士榘参谋长向杨斯德指示：淮海战役将在1948年11月8日发起，届时七纵、十纵、十三纵从第三绥靖区正面渡运河南进，分隔徐州同黄伯韬兵团间联系。要求何基沣、张克侠部按计划在淮海战役发起时起义，让开运河防线，并且力争控制运河桥梁。同时还研究了联络方式，夜间识别标志、开进路线及中共方面几名干部的位置，并决定起义部队联络口令是“杨斯德部队”。
1948年11月4日，华东野战军司令部下达战役进攻命令。二十一师于11月8日晨2时许攻占万年闸桥北阵地。这时，何基沣与杨斯德突然来到已陷入惊慌的五十九军军部，听了何基沣与杨斯德的讲话，在场的五十九军官兵纷纷表示要起义投奔华东野战军。张克侠随后赶赴贾汪，来到五十九军军部讲话，随后即率五十九军军部按预定路线行动。下午14时，何基沣对贾汪指挥所及干训团官兵讲话，随即出发，向东沿五十九军的路线开进。此前，三十八师已与华东野战军十三纵取得联络；一三二师及三十七师一一一团也先后按计划行动，与华东野战军十纵取得联络。11月9日夜至11月10日凌晨，起义部队全部渡过运河，并且相互取得联络。至此，第三绥靖区一个指挥所、一个军部、三个半师共二万三千名官兵成功起义。被毛泽东称为淮海战役的“第一个大胜利”。
杨斯德深入国军内部策反，促使何基沣、张克侠率部起义的故事，先后被改编为大型话剧《淮海决战》和电影《佩剑将军》。

### 共和国时期
莱芜战役和淮海战役后，杨斯德参加了渡江战役。1949年4月，中国人民解放军攻占南京，杨斯德先后任三十四军兼南京警备区政治部组织部部长，南京警备区政治部副主任、主任等职。
中华人民共和国成立后，杨斯德奉命参与组建了中国人民解放军第一个空军师，并担任政委。抗美援朝战争期间，杨斯德参与了瓦解美军和李承晚军队的任务。其后，杨斯德长期从事对台工作。先后担任中国人民解放军总政治部联络部副部长兼广州联络局局长，福州军区政治部副主任，中国人民解放军总政治部联络部部长，中央对台工作领导小组成员兼办公室主任，第七、第八届全国政协常委，全国政协台港澳侨联络委员会常务副主任，中国共产党第十三、十四次全国代表大会代表，中国国际文化交流中心副理事长，中国国际友好联络会顾问。1955年9月授大校军衔，1964年晋升少将军衔，1988年7月获独立功勋荣誉章。
文化大革命期间，杨斯德遭受迫害，被关押5年。粉碎“四人帮”后，杨斯德获落实政策，重返工作岗位。1986年5月，台湾中华航空公司（简称华航）一架货机在机长王锡爵驾驶下飞至中国大陆，降落在广州白云机场。按照中央指示，杨斯德率领“華航事件”小组到香港和台湾当局谈判，由此打破了台湾当局长期坚持的“不接触，不谈判，不妥协”的“三不”政策，海峡两岸关系由此开启新篇。

### 逝世
2018年9月7日於中國人民解放軍總醫院辭世，享耆壽97歲。

## 家庭
- 第一任妻子：王澄明。1949年9月，华东野战军十三纵队文工团分队长王澄明与杨斯德结婚。他们是在战场上结识后，相约在全国解放时结婚的。文革期间，杨斯德遭迫害，王澄明也受到连累，但二人仍患难与共。[1]
- 第二任妻子：夏南。王澄明病逝后，1994年10月，中日合资山王齿科有限公司总经理夏南与杨斯德结婚。夏南治好了杨斯德的长期哮喘，并帮杨斯德整理出版了革命回忆录《历史使命》。[1]